# Grand Prix Jihoafrické republiky 1973
Grand Prix Jihoafrické republiky 1973 (oficiálně Seventh AA Grand Prix of South Africa) se jela na okruhu Kyalami v Midrandu v Jihoafrické republice dne 3. března 1973. Závod byl třetím v pořadí v sezóně 1973 šampionátu Formule 1.

## Závod
| Poř.   | No. | Jezdec               | Konstruktér       | Počet kol | Čas/Odstoupení | Pořadí na startu | Body |
| ------ | --- | -------------------- | ----------------- | --------- | -------------- | ---------------- | ---- |
| 1      | 3   | Jackie Stewart       | Tyrrell-Ford      | 79        | 1:43:11.07     | 16               | 9    |
| 2      | 6   | Peter Revson         | McLaren-Ford      | 79        | + 24.55        | 6                | 6    |
| 3      | 1   | Emerson Fittipaldi   | Lotus-Ford        | 79        | + 25.06        | 2                | 4    |
| 4      | 9   | Arturo Merzario      | Ferrari           | 78        | + 1 kolo       | 15               | 3    |
| 5      | 5   | Denny Hulme          | McLaren-Ford      | 77        | + 2 kola       | 1                | 2    |
| 6      | 23  | George Follmer       | Shadow-Ford       | 77        | + 2 kola       | 21               | 1    |
| 7      | 18  | Carlos Reutemann     | Brabham-Ford      | 77        | + 2 kola       | 8                |      |
| 8      | 12  | Andrea de Adamich    | Surtees-Ford      | 77        | + 2 kola       | 20               |      |
| 9      | 7   | Jody Scheckter       | McLaren-Ford      | 75        | Motor          | 3                |      |
| 10     | 21  | Howden Ganley        | Iso-Marlboro-Ford | 73        | + 6 kol        | 19               |      |
| 11     | 2   | Ronnie Peterson      | Lotus-Ford        | 73        | + 6 kol        | 4                |      |
| Ret    | 11  | Carlos Pace          | Surtees-Ford      | 69        | Nehoda         | 9                |      |
| NC     | 26  | Eddie Keizan         | Tyrrell-Ford      | 67        | + 12 kol       | 22               |      |
| NC     | 14  | Jean-Pierre Jarier   | March-Ford        | 66        | + 13 kol       | 18               |      |
| NC     | 4   | François Cevert      | Tyrrell-Ford      | 66        | + 13 kol       | 25               |      |
| NC     | 24  | Mike Beuttler        | March-Ford        | 65        | + 14 kol       | 23               |      |
| Ret    | 19  | Wilson Fittipaldi    | Brabham-Ford      | 52        | Převodovka     | 17               |      |
| Ret    | 20  | Jackie Pretorius     | Iso-Marlboro-Ford | 35        | Přehřátí       | 24               |      |
| Ret    | 17  | Niki Lauda           | BRM               | 26        | Motor          | 10               |      |
| Ret    | 22  | Jackie Oliver        | Shadow-Ford       | 14        | Motor          | 14               |      |
| Ret    | 16  | Jean-Pierre Beltoise | BRM               | 4         | Spojka         | 7                |      |
| Ret    | 25  | Dave Charlton        | Lotus-Ford        | 3         | Nehoda         | 13               |      |
| Ret    | 15  | Clay Regazzoni       | BRM               | 2         | Nehoda         | 5                |      |
| Ret    | 8   | Jacky Ickx           | Ferrari           | 2         | Nehoda         | 11               |      |
| Ret    | 10  | Mike Hailwood        | Surtees-Ford      | 2         | Nehoda         | 12               |      |
| Zdroj: |     |                      |                   |           |                |                  |      |

## Průběžné pořadí po závodě
Pohár jezdců
|        | Pořadí | Jezdec             | Body |
| ------ | ------ | ------------------ | ---- |
|        | 1      | Emerson Fittipaldi | 22   |
|        | 2      | Jackie Stewart     | 19   |
| 1      | 3      | Denny Hulme        | 8    |
| 6      | 4      | Peter Revson       | 6    |
| 2      | 5      | François Cevert    | 6    |
| Zdroj: |        |                    |      |

Pohár konstruktérů
|        | Pořadí | Konstruktér  | Body |
| ------ | ------ | ------------ | ---- |
|        | 1      | Lotus-Ford   | 22   |
|        | 2      | Tyrrell-Ford | 21   |
|        | 3      | McLaren-Ford | 12   |
|        | 4      | Ferrari      | 9    |
| 1      | 5      | Brabham-Ford | 1    |
| Zdroj: |        |              |      |